# Leaves of Grass
Leaves of Grass är en diktsamling av den amerikanske poeten Walt Whitman. Den gavs ut i åtta alltmer utökade och omarbetade upplagor åren 1855-1892. Dikterna är skrivna på en nyskapande fri vers och med en tydlig individualitet. Bland andra Ralph Waldo Emerson kom tidigt att hylla diktsamlingen.
Bland de mer kända dikterna i samlingen är Song of Myself (översatt i sin helhet till svenska av poeten Rolf Aggestam år 1983), I Sing the Body Electric, Out of the Cradle Endlessly Rocking samt hyllningen till den mördade republikanske presidenten Abraham Lincoln, O Captain! My Captain!. Den sistnämnda brukar ses som en del av den längre elegin tillägnad presidenten, nämligen When Lilacs Last in the Dooryard Bloom'd.

## Tillkomst
Leaves of Grass skrevs som ett direkt svar på en essä av Ralph Waldo Emerson, The Poet. Emerson hade eftersökt en amerikansk poesi "för det nya landets storhet och löften." Whitmans svar var en kort diktsamling som Whitman publicerade själv, och som Emerson hyllade som "the most extraordinary piece of wit and wisdom that America has yet contributed."

## Stil
De flesta av dikterna är skrivna på fri vers. Formen och karaktären var när dikterna gavs ut tämligen nydanande. Formen är prosaisk och ofta mässande, och har både orientaliska och mystiska influenser. Radlängden varierar mycket, och de katalogliknande uppräkningarna kan ge ett kaotiskt och formlöst intryck, men ges struktur av vissa stildrag (bland annat anaforer). Elisabeth Parttaja Brink konstaterar att Whitmans språk är ett "repetitivt, rullande, rytmiskt, insisterande, kulminerande, skrikande språk som drar till minnes hebreiska psalmer, hedniska besvärjelser, klostersånger och virvlande dervishers danser."
Det förekommer inte sällan ovanliga ord, som ofta lovprisar naturen och det amerikanska samhället samt dess demokrati. Det finns såväl geografiska som etnografiska tendenser, som på sitt sätt har realistiska ådror. Hans poesi skildrar till viss del det amerikanska kollektivet, men han är samtidigt en stark individualist som skildrar det konkreta och det sinnliga. Dikterna är fyllda av 'I' (jag) och 'You' (du), men sällan 'We' (vi): det finns en adressering som går direkt från det mässande, profetiska jaget till läsaren.

## Teman
Leaves of Grass samlat innehåller många dikter av olika karaktär. Icke desto mindre är en del teman genomgående i många av dikterna.
Det finns en mystisk, metafysisk, transcendental och närmast religiös ton i många av dikterna. Bland annat Sången om mig själv, sin titel till trots, innehåller en stark allmänreligiös tematik. Genom att han i likhet med bland andra Emerson placerar Gud och människan på nästan samma nivå, kan strävan efter det spirituella intensifieras. Whitman, konstaterar Brink, tar ner Gud på jorden och gör honom synlig i alla delar av skapelsen. Genom den religiöst jämlika synen tvingar Whitman läsaren (i synnerhet den amerikanska 1800-talsläsaren) att ompröva sin religiösa syn, något Whitman eftersträvade. Det finns i Leaves of Grass en spirituell anspelning på heliga texter och esoterism.
Förhållandet mellan kroppen och själen är ett annat viktigt tema i Leaves of Grass. Diktsamlingen inleds med en inskription, som konstaterar att kroppen och själen är ett och samma: 
"Come, said my Soul, / Such verses for my Body let us write, (for we are one).
Brink menar att Whitman vill förmedla att såväl själens längtan som kroppens begär härrör från samma källa: från själva existensen. De är samma sak. Den som eftersträvar upplysning och den som i kärlekens tecken idkar samlag ägnar sig i grund och botten åt samma sak. För att nå 'sanning' behöver man känna både kroppen och själen, eller, egentligen, hela sig själv.
Samtidigt är dikterna i hög grad politiska. Whitman var en stark förkämpe för demokrati, men menade samtidigt – liksom Emerson – att en fungerande demokrati kräver starka och sunda medborgare. Whitman såg det som centralt att skapa en 'arketyp' av en amerikansk medborgare. Till viss grad framställer Whitman sig själv som denna arketypiska amerikanske medborgare. "På varje sida i Leaves of Grass skriver poeten utan att tröttna om sig själv som en sorts ideal-amerikan."

## Utgåvor
Den första utgåvan av Leaves of Grass har ansetts vara tämligen anspråkslös, men efter flera omarbetningar och tillskott av dikter tilltog både omfånget och kvaliteten. Den sista utgåvan utkom samma år som Whitman dog, 1892. Den sista utgåvan, dödsbäddsupplagan, är den som oftast ges ut. På grund av att många dikter redigerats mycket mellan utgåvorna förekommer det dock att vissa dikter från andra utgåvor trycks särskilt, bland annat Song of Myself som emellanåt ges ut i sin originalutgåva.

### På svenska
- Sången om mig själv, i tolkning och med efterord av Rolf Aggestam (FIB:s Lyrikklubb, 1983)